# Øster Svenstrup Sogn
Øster Svenstrup Sogn er et sogn i Jammerbugt Provsti (Aalborg Stift).
I 1800-tallet var Øster Svenstrup Sogn anneks til Torslev Sogn. Begge sogne hørte til Øster Han Herred i Hjørring Amt. Trods annekteringen blev begge sogne selvstændige sognekommuner. Øster Svenstrup sognekommune blev ved kommunalreformen i 1970 indlemmet i Brovst Kommune, som ved strukturreformen i 2007 indgik i Jammerbugt Kommune.
I Øster Svenstrup Sogn ligger Øster Svenstrup Kirke.
I sognet findes følgende autoriserede stednavne:
- Egebjerg (areal)
- Grimdal (bebyggelse)
- Janum (bebyggelse, ejerlav)
- Krobakken (bebyggelse)
- Møllebakken (bebyggelse)
- Ny Skovsgård (bebyggelse)
- Nørre Skovsgård (bebyggelse, ejerlav)
- Skovsgård (bebyggelse)
- Sønder Skovsgård (bebyggelse, ejerlav)
- Sønder Skovsgård Mark (bebyggelse)
- Trindbjerg (areal, bebyggelse)
- Troldhøj (areal)
- Under Skoven (bebyggelse)
- Øster Svenstrup (bebyggelse, ejerlav)
- Øster Svenstrup Hede (bebyggelse)
- Øster Svenstrup Mark (bebyggelse)